# 隠密奉行朝比奈
『隠密奉行 朝比奈』（おんみつぶぎょうあさひな）は、フジテレビ系にて1998年6月17日から9月2日、1999年6月30日から10月20日にかけて毎週水曜日20:00 - 20:54に放送されたフジテレビ、東映制作の時代劇シリーズ。萬屋錦之介主演の『日本犯科帳・隠密奉行』の設定をもとにして制作された。

## 概要
1981年から1982年にかけて全3作が放送された萬屋錦之介主演の『日本犯科帳・隠密奉行』の設定をもとにして制作された。同作で原案・脚本を担当した池田一朗が、小説家としてのペンネーム「隆慶一郎」の名義で原案にクレジットされている。
毎回、舞台となる地域に「実際に」出向いてロケ撮影を行っているのが最大の特徴である。そのため、太秦映画村のオープンセットや京都周辺各地の定番の場所でのものとは一味違うものとなっている。

## キャスト
- 朝比奈河内守正清：北大路欣也

大目付。豪快かつ人情深い性格。将軍・老中に代わって諸大名を監察する役目ゆえ、老中・土屋相模守より諸藩で謀反の気配ありと知らされると、その身分を隠し、着流し姿で自ら探索に赴く。オープニングナレーションでは、その権限は大きく、その判断が藩の取り潰しに及ぶことがしばしばである旨が語られるが、作中、実際に藩の取り潰しにまで及んだことはなく、大抵は出世や私腹を肥やすために悪事を働いた家老等を斬り捨てた後に「何事もなかった」と藩自体に咎が及ばないように取り計らうことで幕引きをする。趣味は絵を描くことで、役宅の庭先や旅先でしばしば絵筆を走らせている。思案する時などに耳を触る癖がある。探索中は主に旅の素浪人と称し「朝日林太郎」という偽名を使う。なお「隠密奉行」という呼称は、元々は諸藩からそう呼ばれ恐れられていたものであり、クライマックスで「公儀大目付・朝比奈河内守正清。俗に呼ばれて隠密奉行」と名乗るシーンがある。
- 朝比奈りん：萬田久子

正清の妻。明るくミーハーな性格で、各地の名産品を記した「諸国名産案内」という冊子を所持しており、正清が探索の旅に出るたびにお土産をねだるので、正清に「物見遊山に行くのではないぞ」と窘められるが、本当は無事に帰還してくれることが最大のお土産ということは心得ており、安全祈願のお守りを持たせてあげるなど夫婦仲は良好である。正清から旅の行き先を口止めされることも多いが、真鍋に乗せられうっかりしゃべってしまったりするように、少々そそっかしいところがある。
- 真鍋平太郎：金田明夫

御小人目付（おこびとめつけ）。りんと共に本作のコメディリリーフ役。渡辺から特別に与えられた任務として極秘に探索に出かけた朝比奈の後を追い、動向を探るよう命じられている。朝比奈の行き先を知るため、家の用事を手伝ったり等、りんのご機嫌を取りながらなんとか聞き出そうとする。そして町人に変装したりしつつ、枕探し等散々な目に遭いながら、やっとの思いで朝比奈を見つけると今度は朝比奈に探索を命じられたりと、元来の人の好さゆえに何かと損な役回りが多い。城内では詰碁をしていたり春画を読み耽っていたりと勤務態度は不真面目であるが、正義感が強いためか朝比奈に命じられた探索においてはまずまずの働きを見せる。また、第2シリーズ7話で見合いの話が出るが、その後については特に触れられていない。なお、クレジットは朝比奈・りんに次ぐ三番目であるが、物語の構成上、朝比奈の次に出番が多く実質的な準主役である。
- 渡辺弥左衛門：鶴田忍

目付筆頭。真鍋の上司にあたる。朝比奈が「隠密奉行」として極秘裏に探索の旅に出ることを「公儀には隠密奉行などという役職はない」「目付筆頭の自分が知らないことがあってはならない」と快く思っておらず、真鍋に朝比奈の後を追い、その動向を詳細に報告するよう命じる。しかし、真鍋が（朝比奈から探索先でのことを口止めされているため）毎回、紙一枚程度の簡単な報告書しか出さないため、業を煮やして自ら朝比奈の後を追うこともあったが、あっという間に巻かれてしまい、真鍋に「あれじゃ出世は無理」と呆れられた。
- 土屋相模守：船越英二

老中。諸藩に不穏な気配があると朝比奈に「隠密奉行」として探索に向かわせる。探索先でその藩の浮沈に関わる事実が判明した場合は、隠密奉行として悪の根を断つも、大目付として将軍に進言するも「すべて（朝比奈の裁量に）任せる」と、全幅の信頼を寄せているとも、単に丸投げしてるだけとも取れる態度をとる。このように食えない人物であるが、賄賂の類は一切受け取らないという清廉さも持ち合わせている。

### ゲスト出演者

#### 第1シリーズ
| 第1話 - 本間小十郎：清水綋治 - 柳井新八：松田洋治 - 妙：佐藤友紀 - 五代帯刀：御木本伸介 - 甚兵衛：織本順吉 - 大島屋：小沢象 - 奈良原隼人：亀石征一郎 - 大島屋の手下：有川正治 - 奥坊主：杉山幸晴 - 役人：藤澤慎介 - ：花咲はじめ - 海江田の配下：福本清三 - ：福中勢至郎 - 早馬侍：峰蘭太郎 - 海江田の配下：細川純一 - ：神原千恵 - 海江田庄左衛門：石橋蓮司 第2話 - おえん：五十嵐いづみ - 早見新八郎：沢向要士 - 堀田図書：山本清 - 村岡数馬：鷲生功 - 兵頭監物：黒部進 - 大槻庄九郎：伊藤高 - 田島市十郎：伊集院八朗 - 長門屋伊左衛門：波多野博 - ：矢部義章 - ：小坂和之 - ：和泉智万 - ：松田吉博 - ：山本容子 - ：内藤和也 - ：空田浩志 - ：宮本浩光 - ：西村龍弥 第3話 - 鬼塚外記：石立鉄男 - お優の方：栗田よう子 - 鶴吉：宮川一朗太 - 磯部右京亮：内田勝正 - 大村数馬：渡辺穣 - 清川奥之助：伊庭剛 - ：福本清三 - 近習：西山清孝 - ：神原千絵 - ：杉山幸晴 - ：岩須透 - ：小谷浩三 - 供侍：高橋弘志 - ：山根誠示 - ：山口秀志 - ：元野裕行 - ：山本愉和 第4話 - 三枝覚右衛門：中山仁 - 夕姫：山口香緒里 - 黒部玄蔵：石山律雄 - 中山勘解由：青木卓司 - 沢田一馬：柴田善行 - 松平伊賀守：芝本正 - 大矢鉄之助：入江毅 - 伝兵衛：疋田泰盛 - ：富永佳代子 - ：山村嵯都子 - ：丹羽美奈子 - ：山本晶子 - ：秋本美恵 - 山崎要之助：本山力 - 落合伊助：山本道俊 - 寺尾蔵人：下川透 - ：大矢敬典 - ：藤沢徹夫 - ：北村明男 第5話 - 小笠原忠信：塩屋俊 - 雪乃：麻乃佳世 - 橘織部正：中島久之 - 綾部備前守：大林丈史 - 新助：角田英介 - おきみ：泉知奈津 - およう：園英子 - 篠田頼母：有島淳平 - 清水：峰蘭太郎 - ：小峰隆司 - ：岡田和範 - ：藤枝政巳 - ：菱谷昌功 | 第6話 - 有馬左衛門佐：市川右近 - 多七：前田淳 - 百合：大沢さやか - 坂上治五郎：鈴木一功 - 岡倉主馬：立川三貴 - 彦兵衛：北見唯一 - 千景：江口尚 - 島尾大次郎：岩尾正隆 - 松倉弥助：木谷邦臣 - ：藤沢慎介 - ：浜田隆広 - ：野々村仁 - ：吉田伸夫 - ：木村昌栄 第7話 - 太助：大橋吾郎 - 永山修理：堀内正美 - 駿河屋久兵衛：原田清人 - 八木主膳：津村鷹志 - 太吉：大澤佑介 - お小夜：前野有香 - 太兵衛：阿木五郎 - 榎源内：唐沢民賢 - 有沢内匠：楠年明 - 女郎：亜路奈 - 塩沢：白井滋郎 - 女将：星野美恵子 - 同心：河本忠夫 - スリ：上野秀年 - 番頭：大矢敬典 - ：宮本浩光 - 浪人：藤枝政巳 - ：本山力 - 供侍：床尾賢一 - ：奥野公一 - 中間：西村正樹 第8話 - 壬生中将晴久：秋野太作 - 九条基房：大出俊 - 鈴姫(鈴子)：平沢草 - 卯乃：日下由美 - 山内嘉門：黒田隆哉 - 山城屋佐平：西園寺章雄 - 二宮東兵衛：多賀勝一 - 公家：伊集院八朗 - 久造：細川純一 - ：小坂和之 - ：木下通博 - ：上田こずえ - ：藤坂有希 - ：中村侑矢 第9話 - 大谷多恵：岩本千春 - 多田伊十郎：伊藤洋三郎 - 多田新六：丹羽貞仁 - 松永九太夫：小林勝彦 - 今藤六兵衛：潮哲也 - 大谷源左衛門：中嶋俊一 - 島田為右衛門：五十嵐義弘 - 杉田：柴田耕作 - ：辻元良紀 - ：芳野史明 - ：森崎正弘 - ：小林郁洋 - 橋本甚左衛門：西山清孝 - 近江屋：笹木俊志 - ：司裕介 - ：矢部義章 - ：池田謙治 - ：石井洋充 - ：安多和久 - ：林健太 - 喜平：松永吉訓 - ：武島平八郎 第10話 - 不破左馬之助：寺尾聰 - 相良右近：中田浩二 - 長岡監物：伊藤敏八 - 嵐千代菊：滝沢涼子 - 竹蔵：國本鐘建 - 音吉：望月栄希 - 五木啓介：廣田行生 - 浪人頭：石倉英彦 |

#### 第2シリーズ
| 第1話 - お豊（松風斎玉豊）：喜多嶋舞 - 弥平次:：寺田農 - 神谷右京之介:：伊藤高 - 北斗の左源太:：曽根晴美 - ：甲斐道夫 - ：広瀬義宣 - ：園英子 - ：福本清三 - ：山口幸晴 - ：大矢敬典 - ：小坂和之 - ：小谷浩三 - ：國本鍾建 - ：西村龍弥 - ：浜田隆広 - ：岡田和範 - ：上野秀年 - ：松永吉訓 - ：杉山幸晴 - ：花咲はじめ 第2話 - ゆい：姿晴香 - 大野木主馬：清水紘治 - 藩主・義信：田中隆三 - 河合織部正：森下哲夫 - 喜平次：丸岡奨詞 - さち：秋本美恵 - おたき：五月晴子 - 堀内重三郎：岩尾正隆 - ：山本容子 - ：浜崎涼子 - ：秋本美恵 - ：丹羽美波子 - ：矢部義章 - ：山根誠示 - ：鈴川法子 - ：分寺裕美 第3話 - お弓（しの）：濱田万葉 - 平田三右衛門：立川三貴 - 桂木新十郎：中嶋俊一 - 稲葉掃部：伊藤敏八 - 備前屋作左衛門：頭師孝雄 - お袖：松尾あぐり - 弥平：早川純一 - ：白井滋郎 - ：藤沢徹夫 - ：峰蘭太郎 - ：有島淳平 - ：山口秀志 - ：中村健人 - ：菱谷昌功 - ：山本道俊 第4話 - 卯之助：遠藤憲一 - 佐世：及森玲子 - 長田多門：ベンガル - 桜井仙十郎：佐戸井けん太 - 仁右衛門：益富信孝 - 松浦屋孫兵衛：佐々木勝彦 - 由蔵：加藤寛治 - ：司裕介 - ：河本忠夫 - ：窪田弘和 - ：横山彰人 - ：吉田佳菜 第5話 - 光姫：小田茜 - 真太郎：志村東吾 - 前園左門：小沢象 - 高山勘六：中田浩二 - 砂川一蔵：木村栄 - 松平壱岐守：神山繁 - お花：永住千夏 - 覚兵衛：外山高士 - ：細川純一 - ：福本清三 - ：春藤真澄 - ：川鶴晃裕 | 第6話 - 加菜：佐藤友紀 - 篠原一馬：井田州彦 - 荒木田監物：山本亘 - 矢吉：吉見一豊 - 木山喜平：堀部隆一 - 池田忠勝：吉田次昭 - 清野：豊川博子 - 夢路：河合綾子 - ：柴田耕作 - ：前川恵美子 - ：勇家寛子 - ：杉山幸晴 - ：浜田隆広 - ：おくのまさかず - ：福井聡美 - ：松島京祐 - ：鵜飼友朗 第7話 - 島村忠左衛門：津嘉山正種 - 西の方：寺田千穂 - 榊原政岑：川鶴晃裕 - 榊原政永：富平和馬 - 田代対馬：中島久之 - 松田蔵人：佐藤仁哉 - 中原桂二郎：草野康太 - 播磨屋清兵衛：楠年明 - 船場屋：須永克彦 - のりえ：竹本聡子 - ：杉山幸晴 - ：山田永二 - ：辻本一樹 - ：花咲はじめ - ：大薮敏生 第8話 - かすみ：つぐみ - 大野甚左衛門：勝部演之 - 大久保山城守：大出俊 - 山川勘兵衛：篠塚勝 - 柳沢吉里：石田登星 - 荒井外記：井上高志 - 一枝竜玄：和崎俊哉 - 半田一蔵：伊庭剛 - ：福中勢至郎 - ：久保裕也 - ：西山清孝 - ：矢部義章 - ：松田吉博 - ：窪田弘和 - ：岡田和範 - ：稲田龍雄 - ：野々村仁 第9話 - 跡部三十郎：夏八木勲 - しおみ：中島ひろ子 - 花村伝兵衛：団時朗 - 彦兵衛：多賀勝一 - 浦次：藤沢慎介 - 与市：樋浦勉 - 小松丹後：北町嘉朗 - ：宮田圭子 - ：野口貴史 - ：藤澤慎介 - ：笹木俊志 - ：波多野博 - ：前川恵美子 - ：浅田祐二 - ：柴田善行 - ：島田佳子 - ：西村正樹 - ：内藤和也 - ：池田謙治 - ：宮永淳子 - ：木村康志 - ：山本辰彦 第10話 - おゆみ：水島かおり - 杉田淡路守：高橋長英 - 安藤重三郎：谷口高史 - 谷田部采女：河原崎建三 - 鏑木菊馬：木下浩之 - ：浜崎涼子 - ：波多野博 - ：疋田泰盛 - ：富永佳代子 - ：丹羽美奈子 - ：稲田龍雄 - ：青木哲也 - ：太田雅之 - ：大久保幸治 - ：福中勢至郎 - ：木下通博 - ：山田永二 - ：河本忠夫 - ：西村正樹 |

## スタッフ

### 第1シリーズ
- ナレーター：能村太郎
- 企画：西渕憲司、加藤貢
- プロデューサー：河合徹、上阪久和、小嶋雄嗣、塚田英明
- 原案：隆慶一郎
- 脚本：大野靖子（第1話、第7話）、中村勝行（第2話）、ちゃき克彰（第3話、第5話）、志村正浩（第4話）、渡辺善則（第6話）、中村努（第8話）、金子成人（第9話）
- 音楽：渡辺俊幸
- 撮影：木村誠司、北坂清、津田宗幸
- 美術：倉橋利韶、内藤昭
- 照明：増田悦章、伊藤昭、釜田一
- 録音：堀池美夫、田中峯生、芝氏章、中川清、堀池美夫
- 編集：三宅弘、荒木健夫、矢島稔之
- 助監督：長岡鉦司、西垣吉春、南光、藤原敏之
- 記録：谷慶子、平林美夏、中野保子
- 整音：栗山日出登
- 装置：太田正二、野尻裕
- 装飾：渡辺源三、籠尾和人
- 背景：西村三郎
- 小道具：高津商会
- 衣装：森護
- 演技事務：西嶋勇倫
- かつら：山崎かつら
- 美粧・結髪：東和美粧
- 舞踊振付：藤間勘吾（第1話、第3話、第10話）
- 能楽：掛川昭二（第5話）
- 方言指導：紅かおる（第7話）
- 和楽監修：中本哲
- スチール：高瀬和三郎
- VTR編集：高見正和
- 選曲：桜田佳美
- 擬斗：菅原俊夫（東映剣会）
- 広報担当：野村正義（フジテレビ）
- 進行主任：山本吉應、清水光作
- 鹿児島ロケ協力：鹿児島県山川町役場観光課、長崎鼻観光土産品店組合、長崎鼻観光会館、にしき屋、指宿海上ホテル（第1話）
- 山口ロケ協力：萩市、(社)萩市観光協会、秋芳洞、大照院、千春楽 城山（第2話）
- 山形ロケ協力：上山市商工観光課、上山市教育委員会、上山市観光協会、(財)上山城管理公社、旧尾形家住宅、上山温泉 日本の宿 古窯（第3話）
- 福島ロケ協力：棚倉町観光協会、八槻楽人会、八槻御田植祭保存会（第5話）
- 福井ロケ協力：丸岡町、三国町（第6話）
- 島根ロケ協力：出雲大社、松江市観光文化課、松江城、ホテル一畑（第7話）
- 熊本ロケ協力：(社)熊本観光連盟、熊本市教育委員会文化課、熊本市熊本城管理事務所、阿蘇町商工観光課、高森町商工観光課、阿蘇町阿蘇山上事務所、ホテル角萬（第10話）
- 協力：国宝 松本城（第4話）、世界文化遺産 国宝 元離宮 二条城（第5話）、世界文化遺産 国宝 姫路城、国宝 彦根城（第1話、第3話～第6話、第10話）、琵琶製作指導 大笹屋（第1話）、御室 仁和寺（第6話、第7話）、京都 大覚寺（第4話、第5話、第7話～第9話）、東映太秦映画村、東映俳優養成所
- 現像：IMAGICA（表記はIMAGICA Lab.のロゴ）
- 監督：齋藤光正（第1話、第7話、第8話、第10話）、杉村六郎（第2話、第4話）、蔵原惟繕（第3話、第5話）、上杉尚祺（第6話、第9話）
- 制作：フジテレビ、東映

### 第2シリーズ
- ナレーター：能村太郎
- 企画：西渕憲司、加藤貢
- プロデューサー：保原賢一郎、上阪久和、小嶋雄嗣、塚田英明
- 原案：隆慶一郎
- 脚本：大野靖子、中村勝行、ちゃき克彰、志村正浩、渡辺善則、尾西兼一、中村努、野上龍雄、金子成人
- 音楽：渡辺俊幸
- 撮影：北坂清ほか
- 美術：倉橋利韶ほか
- 照明：沢田敏夫ほか
- 録音：田中峯生ほか
- 編集：矢島稔之
- 助監督：長岡鉦司ほか
- 記録：平林美夏ほか
- 整音：栗山日出登
- 装置：増田道清ほか
- 装飾：長谷川優市呂ほか
- 背景：西村三郎
- 小道具：高津商会
- 衣装：森護
- かつら：山崎かつら
- 美粧・結髪：東和美粧
- 演技事務：西嶋勇倫
- 和楽監修：中本哲
- スチール：高瀬和三郎
- VTR編集：高見正和
- 選曲：桜田佳美
- 擬斗：菅原俊夫（東映剣会）
- 広報担当：野村正義（フジテレビ）
- 進行主任：野口忠志ほか
- 岡山ロケ協力：備中国分寺、吉備津神社、高梁市教育委員会、ホテルニューオカヤマ（第3話）
- 協力：世界文化遺産 元離宮 二条城、京都 大覚寺、東映太秦映画村、東映俳優養成所
- 現像：IMAGICA（表記はIMAGICA Lab.のロゴ）
- 監督：齋藤光正、杉村六郎、蔵原惟繕、長岡鉦司、上杉尚祺
- 制作：フジテレビ、東映

## サブタイトルリスト
第1シリーズ
1. 桜島に消えた割符
2. 萩焼きの女 秋吉台の決闘
3. 山形蔵王 世継ぎをさがせ
4. 信濃路逃避行 狙われた姫君
5. 奥州棚倉 姫様の財政改革
6. 越前竹人形の秘密
7. 出雲松江 灼熱地獄タタラ
8. 京の罠 逃げ出した花嫁
9. 近江路 遺書を運ぶ女
10. 阿蘇山の死闘 清正公の秘宝（90分スペシャル）

第2シリーズ
1. 南国土佐 よみがえる海賊船
2. 讃岐丸亀 女のいない町
3. 備前岡山でもらった恋文
4. 復讐の紋様 唐津絵皿は語る
5. 伊予松山 姫さまと無理心中
6. 逃げる女 鳥取砂丘の決闘
7. 姫路城 吉原から来た側室
8. 奈良 金魚になった少女
9. 長崎平戸 森に潜む魔人
10. 朝比奈暗殺計画